# Barmer (distrikt)
Barmer är ett distrikt i den indiska delstaten Rajasthan. Den administrativa huvudorten är staden Barmer. Distriktets befolkningen uppgick till 1 964 835 invånare vid folkräkningen 2001, på en yta av 28 387 km².

## Administrativ indelning
Distriktet är indelat i åtta tehsil, en kommunliknande administrativ enhet:
- Barmer
- Baytoo
- Chohtan
- Gudha Malani
- Pachpadra
- Ramsar
- Sheo
- Siwana

## Urbanisering
Distriktets urbaniseringsgrad uppgick till 7,40 % vid folkräkningen 2001. De enda städerna i distriktet är huvudorten Barmer samt Balotra.